# 나카와다촌
나카와다촌(일본어: 中和田村)은 일본 가나가와현 가마쿠라군에 설치되었던 촌이다.

## 개요
가나가와현 가마쿠라군 북부의 마을이다. 현재의 가나가와현 요코하마시 이즈미구 전역에 해당한다.
일찌기 나카와 다무라 동사무소가 있던 장소(주소: 가나가와현 요코하마시 이즈미구 이즈미초 3694)는 요코하마시 도쓰카구 관공서 나카와다로지구 사무소·나카와다로인 쉼터 등으로 사용되었지만, 쵸고가도의 도로 확장에 의해서 토지가 큰폭으로 깎였기 때문에, 높이를 쵸고가도와 같은 위치에서 낮추고, 남은 부분은 츄와 다무라 동사무소터 공원(2010년 9월 3일 공용 개시)이 되었다. 또한 구 중화 다무라 동사무소로부터 약 140m 떨어진 장소에 현재의 요코하마시 이즈미구청이 설치되어 있다.

## 역사
마을 이름의 유래
각 구 촌명에 사용되고 있던 문자(나카타촌·이즈미촌·가미이다촌·시모이다촌)를 조합한 합성 지명.

### 연혁
- 1889년 4월 1일 - 정촌제 시행과 함께 이즈미 촌, 나카타 촌, 가미이다 촌, 시모이다 촌 및 다카자 군 카미와다 촌, 이마다 촌의 각 일부가 합병해 성립.
- 1939년 4월 1일 - 요코하마시에 편입되어. 같은 날 나카가와촌은 폐지하였고. 같은 날에 설치된 도쓰카구의 일부가 되었다.
- 1986년 11월 3일 - 요코하마시 도쓰카구로부터 나카와다지소(공무원파출소)의 관할구역이 분구해 이즈미구를 설치. 구 촌역이 이즈미 구가 되었다.

## 교통

### 철도노선
현재는 소테쓰 이즈미노선의 이즈미노역, 유메가오카역, 요코하마 시영 지하철 블루 라인, 오도리바역, 나카다역 (가나가와현), 다테바역이 소재하지만 단, 당시에는 두 역 모두 미개통 상태였다. 

### 도로
- 조고 가도
- 다쓰도・산업도로 (현 순환 4호선)

## 참고 문헌
- 角川日本地名大辞典編纂委員会,『角川日本地名大辞典 神奈川県』1984, 角川書店